# Бугаевский сельский совет (Глобинский район)
Бугаевский сельский совет (укр. Бугаївська сільська рада) — входит в состав
Глобинского района
Полтавской области
Украины.
Административный центр сельского совета находится в 
с. Бугаевка.

## История
- 1919 — дата образования.

## Населённые пункты совета
- с. Бугаевка